# Yoan Blanco
Yoan Blanco Reinoso (ur. 27 czerwca 1979) – ekwadorski zapaśnik kubańskiego pochodzenia. Walczył w stylu wolnym. Zajął siódme miejsce na mistrzostwach świata w 2014. Srebrny medal na igrzyskach panamerykańskich w 2015 i brązowy w 2011, a także na mistrzostwach panamerykańskich w 2014. Mistrz igrzysk Ameryki Południowej w 2010 i 2014. Mistrz Ameryki Południowej w 2011. Triumfator igrzysk boliwaryjskich w 2013 roku.